# Rijpglimschoteltje
Het rijpglimschoteltje (Lecania turicensis) is een korstmossoort uit het geslacht Lecania. Het komt voor op steen en leeft in symbiose een chlorococcoïde alg.

## Kenmerken
De apothecia zijn berijpt en meten 0,2-0,6 mm in diameter. Het epithecium is halfbruin tot zwartbruin. Het hymenium heeft een hoogte van 55-80 µm.
De sporen meten 10-14 x 4-6 µm.

## Verspreiding
In Nederland komt het rijpglimschoteltje zeer zeldzaam voor.